# Brothers in Heaven
Pour plus de détails, voir Fiche technique et Distribution.
Brothers in Heaven (hangeul : 돌아와요 부산항愛 ; RR : dol-a-wa-yo bu-san-hang-e, littéralement « Retour au port de Busan ») est une thriller sud-coréenne écrit et réalisé par Park Hee-joon, sorti en 2017.

## Synopsis
À Busan, les jeunes frères jumeaux Tae-seong et Tae-joo sont placés à l’orphelinat après la mort de leurs parents. Des années bien plus tard, l’un devient policier et l’autre un criminel. Ils se retrouvent en plein hasard et se disputent pour la même raison : ils aiment la même fille. Depuis que le meilleur ami du Tae-joo le trahit et l’entraîne dans un piège, la police arrive : il va donc persuader son frère de se rendre. Ensemble, ils vont affronter la vérité sur leur séparation…

## Fiche technique
source : Hancinema
- Titre original : 돌아와요 부산항愛
- Titre international : Brothers in Heaven
- Titre provisoire : Come Back to Pusan Port
- Réalisation et scénario : Park Hee-joon[2]
- Production : Baek Tae-whan[1]
- Société de production : Blackhole Ent.[1] ; Andergraun Films[2] (coproduction)
- Société de distribution : 9ers Entertainment
- Pays d'origine :  Corée du Sud
- Langue originale : coréen
- Format : couleur
- Genre : thriller
- Durée : 114 minutes
- Dates de sortie :
  - Japon : 26 novembre 2017 (Festival international du film d'Hiroshima)[2]
  - Corée du Sud : 4 janvier 2018

## Distribution
- Sung Hoon : Tae-seong
  - Ji Min-hyeok : Tae-seong, jeune
- Jo Han-sun : Tae-joo
- Han Yoo-yi : Cha Min-kyeong
- Kong Jung-hwan
- Yoon Soy : Chan-mi
- Kong Hyun-joo
- Son Byung-ho
- Park Chul-min
- Lee Ik-joon : Min-goo
- Park Ji-il : Park Se-yeong
- Shin Se-hwi

## Production
Développement et genèse
Le titre original 돌아와요 부산항愛, littéralement « Retour au port de Busan », vient de la première et célèbre chanson du chanteur du pop sud-coréen Cho Yong-pil en 1975, dépeignant une histoire à la fois triste et touchante d'un homme et d’une femme que le réalisateur-scénariste reprend le thème de manières différentes pour son film. Ce dernier tient à y montrer la perte d’amour fraternel et d’émotions inoffensives.
Sung Hoon annonce, en fin mai 2017 sur son Twitter, que le titre Come Back to Pusan Port devient Brothers in Heaven et que le film est prêt pour l’avant- première mondiale au Festival de Cannes.

## Accueil
Festival et sortie
Après neuf ans de silence avec Mandate (맨데이트: 신이 주신 임무, le réalisateur-scénariste Park Hee-joon revient avec son second film Brothers in Heaven, présenté dans la catégorie « Special Screenings » au Festival international du film d'Hiroshima, le 26 novembre 2017,.
Il prévoit sa sortie nationale le 4 janvier 2018 en Corée du Sud.

## Sélection
- Festival international du film d'Hiroshima 2017 : sélection « Special Screenings »[2]